# Archidiecezja teherańsko-isfahańska
Archidiecezja teherańsko-isfahańska (łac. Archidioecesis Hispahanensis Latinorum; pers. ‏اسقف اعظم تهران - اصفهان‎) – jedyna archidiecezja obrządku łacińskiego w Kościele katolickim w Iranie ze stolicą w Teheranie obejmująca swoim zasięgiem cały Iran. Ustanowiona diecezją 12 października 1629 przez Urbana VIII. Podniesiona do rangi archidiecezji Isfahańskiej 1 lipca 1910 bullą papieską przez Piusa X, a przemianowana 8 stycznia 2021 przez papieża Franciszka na archidiecezję Teherańsko-Isfahańską. Arcybiskupstwo podlega bezpośrednio (do) Stolicy Apostolskiej.

## Historia

### Pochodzenie i rozwój
Niektórzy misjonarze dominikanie i franciszkanie wysłani przez papieża Innocentego IV do Mongolii zatrzymują się w 1246 roku w północnej Persji. W 1318 roku erygowano metropolitę Soltanii z sześcioma diecezjami sufraganami. Pierwszym biskupem był dominikanin o. Francesco da Perugia. Najazd na Tamerlan zakończył około 1380 roku tę pierwszą próbę misyjną (łac.).
Delegacja wysłana przez króla Hiszpanii Filipa III do cesarza Safavida Abbasa I została dobrze przyjęta. Ponieważ ten ostatni okazał się przychylny religii chrześcijańskiej, w 1602 roku do Persji przybyli hiszpańscy misjonarze. W 1608 roku misja została oficjalnie powierzona Ojcom Karmelitów Bosych przez Papieża Klemensa VIII, który otworzył mały kościół w Isfahanie. W 1628 roku przybyli kapucyni. I wkrótce Theatins w sąsiednim regionie Gruzji.
Diecezja Isfahan została założona dnia 12 października 1629, miasto było wówczas stolicą Imperium Safawidów. Poprawia się sytuacja katolików dzięki umowom handlowym między królem Francji Ludwikiem XIV a władzami Safavid (1708 i 1715), w tym swobodzie praktyk religijnych. Prowadzi to do wzrostu ich liczby, głównie przez napływ europejskich kupców, ale także przez budowę szkół i kościołów. Wielu „nawróconych” to w rzeczywistości Ormianie (prawosławni), którzy w czasach Safawidów zostali deportowani do Persji. Jezuici przybyli do kraju w 1652 roku, a dominikanie powrócili w 1695 roku.
Koniec dynastii Safawidów w połowie XVIII wieku doprowadził do stopniowego zaniku chrześcijaństwa w Persji. W 1789 roku ostatni administrator apostolski byłej diecezji, Jean de Aruthiun, zbiegł do Bagdadu z ostatnimi wiernymi katolikami. W depeszy z czasu wysłania do Rzymu napisano, że „ucisk tego tyrańskiego rządu jest taki, że misja perska zostaje zredukowana do siedmiu katolików, wszyscy inni uciekli lub nie żyją ...”

### XIX i XX wiek
Na początku XIX wieku, diecezja została powierzona biskupów Bagdadzie. Jako administrator apostolski Isfahanu ma około 200 wiernych, powierzonych jednemu księdzu mieszkającemu w Isfahanie.
Pod koniec XIX wieku dało się zauważyć ożywienie. W 1874 roku utworzono apostolską delegację Persji. Misja została powierzona ojcom Lazarystów i diecezja Isfahan została oddzielona od diecezji Bagdadu.
1 lipca 1910 delegacja została podniesiona do rangi archidiecezji Isfahan, pierwszy arcybiskup, który jest francuski lazarysta ks. Jacques-Émile Sontag. Z Ojcami Lazarystami Kościół jest bardzo dynamiczny; na początku I wojny światowej, przed najazdem Turków, archidiecezja liczyła 74 księży, 62 kościoły, tyle samo szkół i dwa seminaria. 27 lipca 1918 duża liczba chrześcijan, zwłaszcza Ormian i Chaldejczyków, została zamordowana przez wojska osmańskie, w tym mgr Sontag, który został zastrzelony w Urmii, gdzie zwykle przebywał.
W 1974 r. Arcybiskup Kevin W. Barden, irlandzki dominikanin, przeniósł swoją rezydencję z Urmii do Teheranu. Powstaje tam katedra Notre-Dame de la Consolation. Tak więc, nawet jeśli archidiecezja zachowuje tytuł Isfahanu, rezydencja biskupia i katedra znajdują się w Teheranie. W Isfahanie pozostał tylko mały kościół.
W 2013 r. Archidiecezja Isfahan liczyła 2000 katolików (łac.) W 6 parafiach.
8 stycznia 2021 papież Franciszek przemianował ją z archidiecezji isfahańskiej na teherańsko-isfahańską.

## Biskupi

Herb kardynała – Dominique Mathieu

### Biskup diecezjalny
- kard. Dominique Mathieu OFMConv. – arcybiskup teherańsko-isfahańscy od 2021

### Biskup senior
- abp Ignazio Bedini SDB – biskup diecezjalny w latach 1990–2015, senior od 2015

## Główna świątynia
- Katedra Matki Bożej Pocieszenia w Teheranie